# Passiflora hyacinthiflora
Passiflora hyacinthiflora är en passionsblomsväxtart som beskrevs av Jules Émile Planchon, Amp; Linden och Triana. Passiflora hyacinthiflora ingår i släktet passionsblommor, och familjen passionsblomsväxter. Inga underarter finns listade i Catalogue of Life.

## Bildgalleri

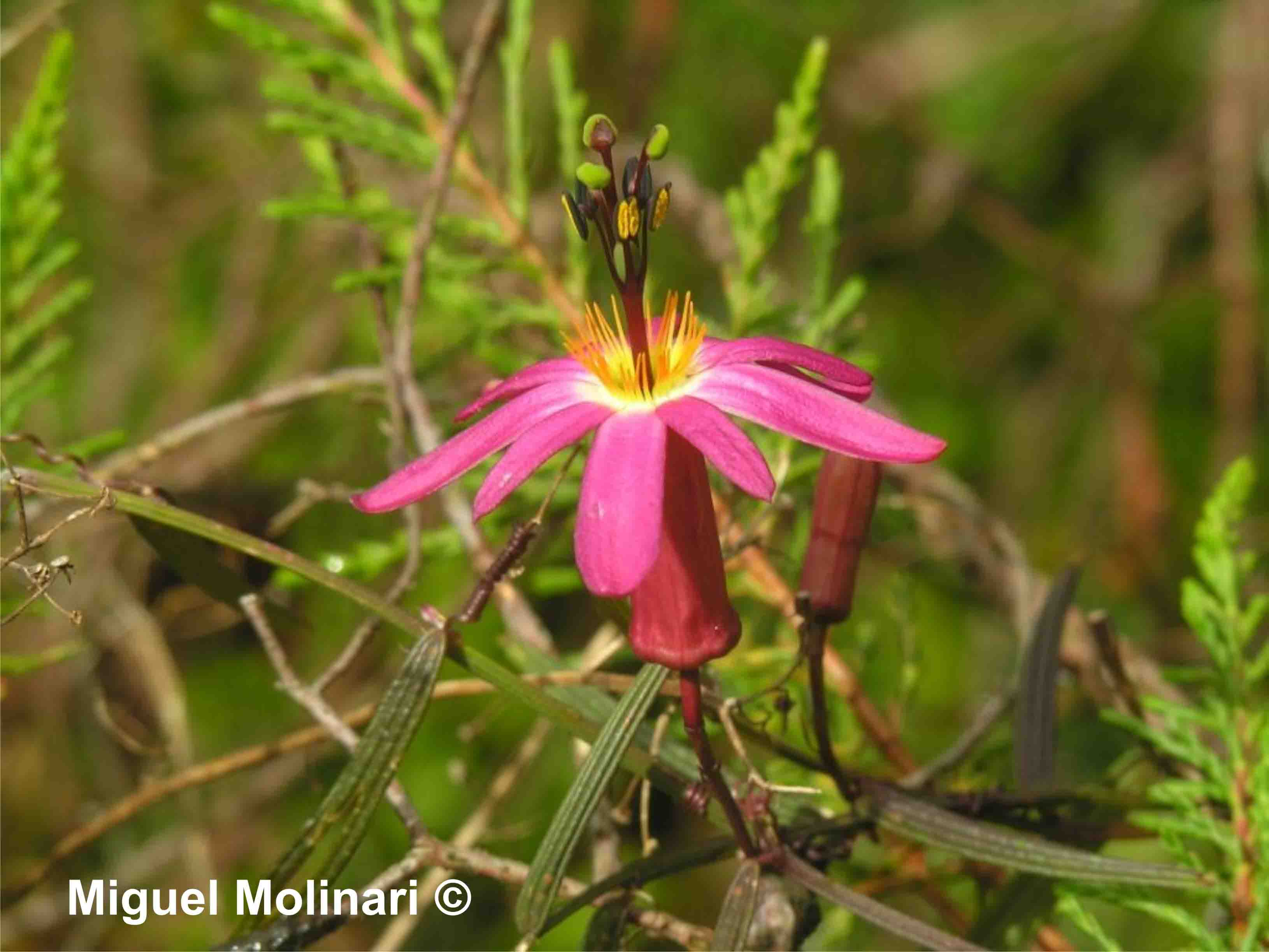